# Extensión normal
En álgebra abstracta, una extensión de cuerpo algebraica N/K es normal si N es el cuerpo de descomposición de una familia de polinomios en K[X].

## Definición formal
Concretamente, una extensión es normal si verifica alguna de las siguientes condiciones equivalentes:
- Para todo elemento {\displaystyle \alpha \in N}, el polinomio irreducible de α en K sobre la variable x, denotado por {\displaystyle \mathrm {Irr} (\alpha ,K;x)\in K[x]} descompone completamente en el cuerpo N (es decir, todas sus raíces pertenecen a N).
- N es cuerpo de descomposición de alguna familia de polinomios {\displaystyle T\subseteq K[x]}.
- Dado un cuerpo {\displaystyle \Omega } algebraicamente cerrado, tal que {\displaystyle N\subseteq \Omega }, se cumple que cualquier K-inmersión {\displaystyle \sigma :N\to \Omega } es un automorfismo del cuerpo N respecto a K ({\displaystyle \sigma \in \operatorname {Aut} _{K}(N)}).